# Карл Седерлунд
Карл Седерлунд (швед. Carl Söderlund; нар. 3 червня 1997) — шведський тенісист.
Найвищу одиночну позицію світового рейтингу — 387 місце досяг 8 травня 2017, парну — 1303 місце — 10 жовтня 2016 року.

## Фінали ATP Челленджер і ITF Ф'ючерс

### Одиночний розряд: 4 (3–1)
| Легенда              |
| -------------------- |
| ATP Челленджер (0–0) |
| ITF Ф'ючерс (3–1)    |

| Фінали за покриттям |
| ------------------- |
| Тверде (1–1)        |
| Ґрунт (2–0)         |
| Трава (0–0)         |
| Килим (0–0)         |

| Результат | В-П | Дата     | Турнір                | Рівень                | Покриття   | Суперник           | Рахунок  |
| --------- | --- | -------- | --------------------- | --------------------- | ---------- | ------------------ | -------- |
| Перемога  | 1–0 | Лис 2015 | Норвегія F3, Осло     | Ф'ючерс               | Тверде (i) | Сандер Жіє         | 6–4, 6–2 |
| Перемога  | 2–0 | Тра 2016 | Швеція F1, Карлскруна | Ф'ючерс               | Ґрунт      | Утіда Каїті        | 6–1, 6–2 |
| Поразка   | 2–1 | Січ 2017 | США F1, Лос-Анджелес  | Ф'ючерс               | Тверде     | Маккензі Макдоналд | 4–6, 0–6 |
| Перемога  | 3–1 | Сер 2019 | M15 Коксейде, Бельгія | Світовий тенісний тур | Ґрунт      | Ґотьє Онклен       | 6–4, 6–0 |